# Ibn al-Bawwab

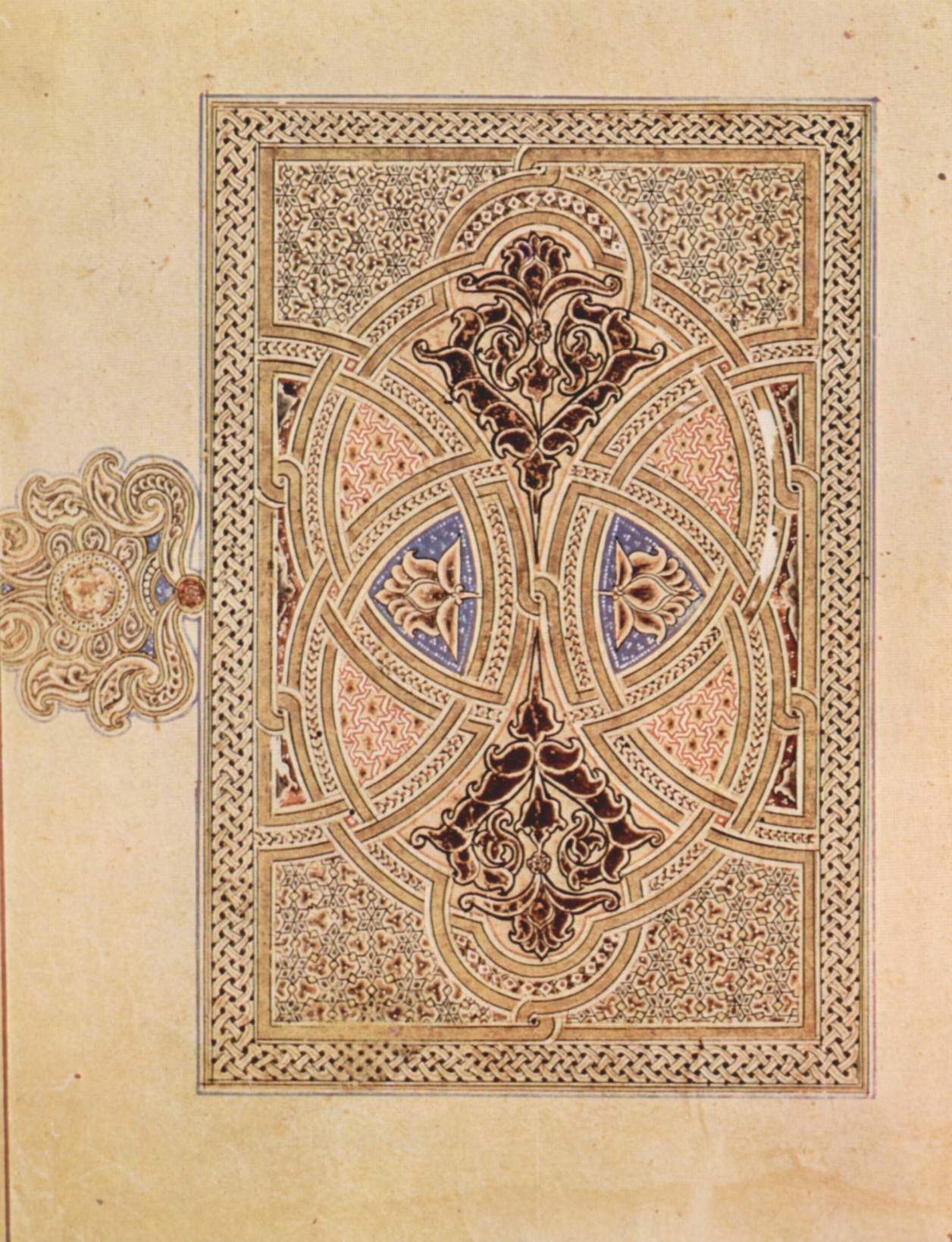
Koranmanuskript des Ibn al-Bawwab, Bagdad, um 1000.

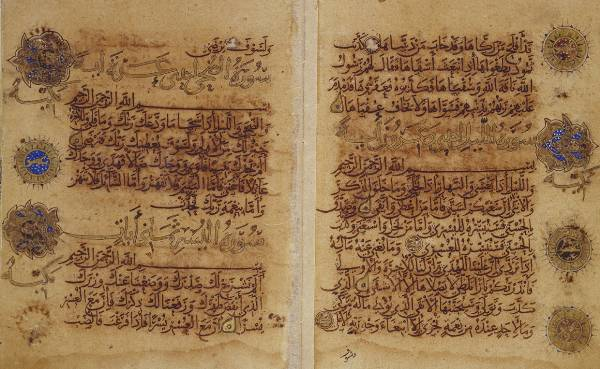
Ibn al-Bawwabs Koran aus der Chester Beatty Library

Ibn al-Bawwab (arabisch ابن البواب, DMG Ibn al-Bawwāb ‚Sohn des Pförtners‘; persisch ابن بواب Ibn Bawwāb; gestorben wahrscheinlich 1022 in Bagdad) war ein bedeutender Kalligraf aus der Buyiden-Zeit. Er war auch als اﺑﻦ اﻟﺴﺘﺮي / Ibn as-Sitrī bekannt, sein eigentlicher Name lautete Abu l-Hasan Ali ibn Hilal ibn Abd al-Aziz / أبو الحسن علي بن هلال بن عبد العزيز / Abū l-Ḥasan ʿAlī b. Hilāl b. ʿAbd al-ʿAzīz.

## Werk
Über Ibn al-Bawwabs Herkunft ist wenig bekannt, zumeist lebte er in Bagdad. Er begann als Dekorator von Häusern, wurde später Bücher-Illustrator und schließlich Kalligraf, widmete sich jedoch auch dem Koranstudium, schrieb Werke über die Schreibkunst und verdingte sich als Bibliothekar in Schiraz. Ibn al-Bawwab soll per Hand 64 Koran-Kopien angefertigt haben, ein um 1000 geschriebener und illustrierter Koran ist an der Chester Beatty Library erhalten.
Als von zeitüberdauernder Bedeutung gilt sein Beitrag zur Entwicklung der islamischen Kalligrafie. Er griff die Ideen Ibn Muqlas auf und perfektionierte die „proportionierte Schrift“ (al-ḫaṭṭ al-manṣūb), indem er ihr künstlerische Elemente verlieh. Ibn al-Bawwab beschäftigte sich mit allen kalligrafischen Stilen, schätzte jedoch vor allem den Naschī-Duktus und den Muḥaqqaq. Seine Kalligrafie-Schule bestand nach seinem Tod noch weiter bis ins 13. Jahrhundert.